# 王巍 (1974年)
王巍（1974年4月—2022年9月22日），河北定兴人，汉族，中国共产党党员。中华人民共和国政治人物、第十三届全国人民代表大会江苏省代表。

## 生平
历任中航沈飞民用飞机有限责任公司工人、车间主管，航天海鹰（镇江）特种材料有限公司第二党支部委员，装配制造技术中心班组长、主任助理、副主任，曾参与中國商飛C919后机身后段的装配任务。
2018年，王巍被选为江苏省出席第十三届全国人民代表大会代表。
2022年9月22日凌晨，因病医治无效，在北京逝世，享年48岁。